# Chinesisches Geologisches Museum
Das Chinesische Geologische Museum (chinesisch 中国地质博物馆, Pinyin Zhongguo dizhi bowuguan, englisch Geological Museum of China) befindet sich in der chinesischen Hauptstadt Peking. Es wurde 1916 gegründet und war das erste naturwissenschaftliche Museum in China.
Seine Ausstellungsfläche ist ca. 4500 Quadratmetern groß und es verfügt über mehr als 200.000 Exponate. 